# وین شورتر
 وین شورتر (انگلیسی: Wayne Shorter؛ ۲۵ اوت ۱۹۳۳ – ۲ مارس ۲۰۲۳) موسیقی‌دان و ساکسوفون‌نواز اهل ایالات متحده آمریکا بود. وی از سال ۱۹۵۸ میلادی تا ۲۰۲۱ به فعالیت در حرفه موسیقی مشغول بود. از آثار او می‌توان آلبوم‌های بد حرف نزن و رویاپرداز شب را نام برد.
وین شورتر از دوران جوانی به چهره‌ای سرشناسی در موسیقی جاز تبدیل شد. او تاثیر فراوانی در شکل‌گیری موسیقی جاز در سده بیستم داشت. او در دوران فعالیت حرفه‌ای خو با هنرمندان بسیاری از جمله مایلز دیویس، کارلوس سانتانا، و هربی هنکاک همکاری کرد. در دهه ۱۹۵۰ او با گروه جزمسنجر همراه با نوازندگان پرآوازه‌ای مانند آرت بلیکی، لی مورگان، و فردی هابارد همکاری کرد و در نهایت سرپرست آن گروه شد. در سال ۱۹۶۴ پس از اینکه مایلز دیویس، این گروه را ترک کرد، شورتر، به همراه با هربی هنکوک فعالیت کرد.
وین شورتر برنده ۱۲ جایزه گرمی بود. وی برنده سال ۲۰۱۵ جایزه گرمی برای یک عمر دستاورد هنری بود.